# Oduvaldo Cozzi
Oduvaldo Cozzi (São Paulo, 27 de agosto de 1915 - Guaíba, 12 de novembro de 1978) foi um radialista e locutor esportivo brasileiro. Radicado no Rio de Janeiro, esteve presente em sete Copas do Mundo entre 1954 e 1974. Seu estilo de narração era marcada pela dicção perfeita e pela erudição e criatividade em criar frases de efeito.

## Biografia
Filho de descendentes de imigrantes italianos. Em 1934 cursou a  Faculdade de Direito do Largo de São Francisco na intenção de seguir a carreira diplomática; mas abandonaria o curso, no terceiro ano, para dedicar-se a ser locutor da então Rádio Kosmos, de São Paulo.
Posteriormente muda-se para a cidade do Rio de Janeiro, empregando-se na então Rádio Contemporânea, em 1936 trocaria a emissora pela Rádio Transmissora Brasileira. Graças ao seu desempenho, convidado por Gilson Amado, é contratado pela Rádio Nacional pela qual narrou as provas automobilísticas "Circuito da Gávea" e "Grande Prêmio São Paulo" no ano de 1938, sendo dirigido por Renato Murce. Ainda na Rádio Nacional narraria sua primeira partida de futebol no Estádio de São Januário, entre as seleções Paulista e Gaúcha.
Em 1939, Oduvaldo demite-se da Rádio Nacional e vai para Porto Alegre, o motivo foi um desentendimento profissional já que diretores da Nacional não concordaram com a contratação de Dorival Caymmi que Oduvaldo Cozzi havia feito para o elenco da rádio. Já empregado no Rio Grande do Sul, Cozzi foi considerado o locutor lírico, assim chamado por ter uma maneira mais lenta e macia de falar e transmitir as partidas. Revolucionando as estruturas das transmissões esportivas no Sul, ainda assumiria a direção da Rádio Gaúcha, onde ficaria por dois anos. Cozzi ainda seria contratado pela Rádio Tupi de São Paulo, onde ficaria por um breve período, retornando para a Rádio Gaúcha.
De volta ao Rio de Janeiro, em 1941, emprega-se na Rádio Mayrink Veiga, onde obteve muito sucesso e nela fica por cerca de dez anos. Ainda tornaria-se diretor da Mayrink Veiga.
Em 21 de fevereiro de 1951 Cozzi realizou uma das mais espetaculares reportagens do rádio nacional de então: o Bondinho do Pão de Açúcar, no Rio de Janeiro, estava acidentado há 200 metros de altura após o rompimento de um cabo, tendo 20 passageiros a bordo. Cozzi pegou o bondinho de serviço que estava auxiliando no resgate do bondinho principal e realizou a reportagem para a rádio lá de cima, de onde havia acontecido o acidente. Só foi possível completar o resgate dos passageiros de madrugada, após 10 horas do ocorrido; ninguém ficou ferido.
Em 1951, a convite de Gagliano Neto, Cozzi se transferiu para a Rádio Continental assumindo a direção de esportes da rádio, trabalhando por três anos com locutores como Waldir Amaral e Júlio Delamare. Em 1954, Cozzi foi contratado pelos Diários Associados, passando a atuar como locutor da Rádio Tupi e na TV Tupi, onde exerceu as funções de locutor e diretor; sendo um dos pioneiros das transmissões esportivas nesse ‘novo veículo de comunicação’ que surgia no país.
Em 21 de setembro de 1955 Cozzi transmitiu para todo o Brasil, diretamente de Nova York, as lutas realizadas pelo título mundial de boxe entre Rocky Marciano x Archie Moore. Em 18 de agosto de 1960, Cozzi fez a transmissão ao vivo diretamente de Los Angeles, a luta entre Éder Jofre X Joe Medel vencida por Jofre, que ele considerava a luta mais difícil de sua carreira.
Em outubro de 1960 Cozzi comandou para os Diários Associados a cobertura completa das eleições presidenciais no Brasil. A cobertura foi transmitida para todo o país e se estendeu por uma semana. Também em novembro de 1960 Cozzi transmitiu, direto de Washington, a fase final da disputa presidencial americana entre John Kennedy e Richard Nixon, e a eleição e posse de John Kennedy, presidente dos Estados Unidos.
Em 1960 é inaugurada no Rio de Janeiro a novíssima Rádio Guanabara. Cozzi ocupou o cargo de direção da rádio, trabalhando com Mário Vianna, João Saldanha, Jorge Curi e Doalcey Bueno de Camargo.
Durante os anos de 1969 e 1974 Cozzi foi assessor do Ministro Jarbas Passarinho.
Aos 58 anos, por causa de uma trombose cerebral, afastou-se das atividades profissionais. Tal tipo de AVC ocorreu logo após acompanhar Brasil 0X1 Polônia pela decisão do 3º lugar da Copa da Alemanha em 1974. Faleceu quatro anos depois. Após sua morte em 1978 a família recebeu um comunicado da Prefeitura do Rio de Janeiro que dizia que o viaduto que leva os torcedores ao Estádio do Maracanã tinha sido batizado com o nome de Oduvaldo Cozzi.
Na vida pessoal, em 1940 casou-se com a gaúcha Alba de Rezende Cozzi. Deste casamento o casal teve cinco filhas: Jane Cozzi Ghivelder, Tania Cozzi, Vania Cozzi Martins Alves, Marcia Cozzi Lopes Pontes e Leilane Cozzi. Em 1954 Cozzi e Alba compraram um apartamento no bairro de Copacabana, no Rio de Janeiro, onde a família viveu até 1996.
Criou codinomes para vários jogadores brasileiros como: Zizinho, o "Mestre Ziza"; Nilton Santos, "A Enciclopédia do Futebol"; Rubens, do Flamengo, o "Doutor Rúbis". E, além das locuções esportivas, era aproveitado em outros programas, num dos quais ao apresentar o cantor Orlando Silva apelidou-o como "O Cantor das Multidões".
Culto, era fluente em cinco idiomas. Autor do livro "A V Copa do Mundo", sobre a Copa do Mundo de 1954, destacando também o desempenho da Seleção Brasileira pelos gramados suíços.